# Dirección General de Sanidad de la Producción Agroalimentaria y Bienestar Animal
La Dirección General de Sanidad de la Producción Agroalimentaria y Bienestar Animal (DGSPABA) es el órgano directivo del Ministerio de Agricultura, Pesca y Alimentación, adscrito a la Secretaría General de Recursos Agrarios y Seguridad Alimentaria, que se encarga de la ejecución de las políticas sanitarias del Gobierno de la Nación en los ámbitos de la producción agraria y forestal.

## Historia

### Primera etapa (1991-1998)
La Dirección General de Sanidad de la Producción Agraria fue creada por primera vez mediante Real decreto de 26 de abril de 1991. Con una estructura y funciones muy escuetas, se creó con dos subdirecciones generales y centrada en dos aspectos: la sanidad animal y la sanidad vegetal. Existió hasta su supresión en 1998, repartiéndose sus funciones entre las direcciones generales de Ganadería y de Agricultura de la Secretaría General de Agricultura y Alimentación. En 2008 se agruparon en la Dirección General de Recursos Agrícolas y Ganaderos.

### Segunda etapa (2011-presente)
A finales de 2011, el cambio de gobierno supuso la supresión de la Dirección General de Recursos Agrícolas y Ganaderos, que repartió sus funciones entre diversos órganos. Entre ellos, se encontraba la DGSPA, que se recuperó para asumir sus funciones tradicionales además de otras sobre sistemas de trazabilidad de los recursos agrícolas y relaciones con las comunidades autónomas e internacionales. Para ello se organizó mediante tres subdirecciones generales; de Sanidad e Higiene Animal y Trazabilidad, de Sanidad e Higiene Vegetal y Forestal, y de Acuerdos Sanitarios y Control en Frontera.
En diciembre de 2023 se renombró como Dirección General de Sanidad de la Producción Agroalimentaria y Bienestar Animal tras asumir las competencias sobre bienestar animal de la Dirección General de Producciones y Mercados Agrarios.

## Funciones
Las funciones de la Dirección General se regulan en el artículo 6 del Real Decreto 717/2024, de 23 de julio:
1. Desarrollar las competencias del departamento en materia de sanidad de la producción agraria y forestal, en aplicación de lo establecido en la Ley 8/2003, de 24 de abril, de Sanidad Animal, y en la Ley 43/2002, de 20 de noviembre, de Sanidad Vegetal.
2. Establecer y desarrollar las líneas directrices de las políticas relativas a la sanidad de las producciones agrarias y forestales y la higiene de las producciones agrarias.
3. Ejercer las funciones del control fitosanitario y veterinario en la importación desde terceros países, o en la exportación a terceros países, de productos zoosanitarios, medicamentos veterinarios, excepto los estupefacientes y psicótropos, animales vivos, vegetales y productos de origen vegetal, semillas y plantas de vivero, productos forestales, alimentos, subproductos de origen animal o vegetal no destinados a consumo humano, productos para la alimentación animal o de cualquier otro producto sujeto a inspección o certificación veterinaria o fitosanitaria, importados desde terceros países o destinados a la exportación a terceros países, de acuerdo con lo establecido en el Reglamento (UE) 2017/625 del Parlamento europeo y del Consejo, de 15 de marzo de 2017, relativo a los controles y otras actividades oficiales para garantizar la aplicación de la legislación sobre alimentos y piensos, y de las normas sobre salud y bienestar de los animales, sanidad vegetal y productos fitosanitarios; sin perjuicio de las competencias de otros departamentos ministeriales y conforme a las necesarias fórmulas de colaboración que se acuerden, en las materias de su competencia.
4. Ejercer las funciones necesarias para la remoción de los obstáculos técnicos sanitarios y fitosanitarios para la apertura de mercados en el exterior, y desarrollar las competencias de prevención y vigilancia, así como de los controles y la coordinación en fronteras, puertos y aeropuertos, sin perjuicio de las competencias de otros departamentos ministeriales y conforme a las necesarias fórmulas de colaboración que se acuerden.
5. Coordinar y gestionar el funcionamiento de las redes de alerta veterinaria y fitosanitaria, incluidas las actuaciones en frontera respecto de terceros países, y su integración en los sistemas de alerta de la Unión Europea e internacionales.
6. Desarrollar las competencias del Departamento en materia de sanidad vegetal y animal, y de control oficial de la producción agraria, destinadas a garantizar la sanidad animal, la sanidad vegetal, la higiene de la producción primaria y la sanidad forestal.
7. Ejercer las funciones atribuidas al Ministerio en materia de medicamentos veterinarios en la Ley 8/2003, de 24 de abril, y demás normativa aplicable, en especial en lo relativo a la comercialización y uso de estos, sin perjuicio de las competencias de otros Departamentos.
8. La planificación, coordinación y dirección técnica de los laboratorios adscritos a la Dirección General en materia de sanidad animal, sanidad vegetal y forestal, higiene de la producción primaria y genética molecular, así como la coordinación y seguimiento de los laboratorios de referencia. En particular, será competente con respecto del Laboratorio Central de Veterinaria sito en Algete (Madrid), el Laboratorio Central de Sanidad Animal sito en Santa Fe (Granada) y el Laboratorio Nacional de Sanidad Vegetal e Higiene sito en Lugo.
9. El fomento de estructuras de coordinación que tenga por objeto garantizar el trabajo en red de los laboratorios de su competencia y los laboratorios de las comunidades autónomas y otras administraciones que realicen actividades en los mismos ámbitos de actuación.
10. La cooperación con los laboratorios de referencia de la Unión Europea y los laboratorios de referencia de organizaciones internacionales.
11. La evaluación del riesgo para la salud animal de productos biocidas en los términos previstos en el Real Decreto 1054/2002, de 11 de octubre, por el que se regula el proceso de evaluación para el registro, autorización y comercialización de biocidas; y la gestión del registro y autorización de los medios de defensa fitosanitaria de los vegetales, incluidos los aspectos relativos a sus residuos que sean competencia del Departamento.
12. Ejercer las competencias del Departamento en materia de los sistemas de trazabilidad, que permitan el seguimiento de las producciones agrarias desde la explotación agraria hasta su comercialización.
13. Establecer la posición del Reino de España y representarlo en asuntos relativos a la sanidad de las producciones agrarias y forestales, higiene de la producción primaria, acuerdos sanitarios y control en frontera que se traten en la Unión Europea y en los organismos internacionales, de los que será punto de contacto en dichas materias.
14. Cooperar con las comunidades autónomas y con las entidades más representativas del sector en las materias antes señaladas, así como elaborar propuestas que permitan establecer la posición española sobre dichos asuntos ante la Unión Europea y otras organizaciones o foros internacionales, y representar y actuar como interlocutor ante dichas instancias internacionales, sin menoscabo de las competencias de otros órganos directivos.
15. Actuar de punto de contacto con la Dirección F de Auditorías y Análisis Sanitarios y Alimentarios de la Dirección General de Salud y Seguridad Alimentaria (DG SANTE) de la Comisión Europea y con otros organismos, foros o entes internacionales, en las materias de su competencia.
16. Desarrollar las competencias del Departamento en materia de bienestar animal; así como la protección de los animales durante su transporte, incluyendo la gestión del Programa Nacional de control oficial del bienestar animal en las explotaciones ganaderas y el transporte de animales, vigilar el cumplimiento de la normativa europea y nacional y la tramitación de los procedimientos para el establecimiento de sanciones cuando sea competente la Administración General del Estado, crear y mantener los registros necesarios y coordinar y llevar a término la interlocución con las comunidades autónomas. También ejercerá las competencias del Departamento en materia de protección de los animales utilizados con fines científicos

## Estructura
De la Dirección General dependen los siguientes órganos:
- La Subdirección General de Sanidad e Higiene Animal y Trazabilidad, que ejerce las competencias indicadas en los puntos 1, 2, 5, 6, 7, 11, 12, 13, 14 y 15 del apartado anterior, en el ámbito de la sanidad de las producciones ganaderas.
- La Subdirección General de Sanidad e Higiene Vegetal y Forestal, que ejerce las competencias indicadas en los puntos 1, 2, 5, 6, 11, 12, 13, 14 y 15 del apartado anterior en el ámbito de la producción vegetal y forestal.
- La Subdirección General de Acuerdos Sanitarios y Control en Frontera, que ejerce las competencias indicadas en los puntos 1, 3, 4, 5, 6, 13, 14 y 15 del apartado anterior en materia de acuerdos sanitarios y control en frontera.
- La Subdirección General de Laboratorios de Sanidad Animal y Vegetal, que ejerce las competencias indicadas en los puntos 8 a 10.
- La División de Bienestar Animal, a la que le corresponden las funciones indicadas en el punto 16.

## Directores generales
1. Miguel Ángel Diaz Yubero (29 de abril de 1991-9 de mayo de 1992)[7]
2. Cleto Sánchez Vellisco (9 de mayo de 1992-13 de julio de 1996)[8]
3. Valentin Almansa Sahagún (13 de julio de 1996-15 de noviembre de 1997)[9]
4. Valentín Almansa de Lara (24 de enero de 2012-30 de julio de 2025)[10]
5. Emilio Luis García Muro (30 de julio de 2025-)[11]